# کبودی آلرژیک
کبودی آلرژیک (انگلیسی: Allergic shiner) یا چشم کبود آلرژیک یک تغییر رنگ تیره زیر چشم است که با التهاب مخاط بینی آلرژیک همراه است و اغلب همراه با چین‌های دنی- مورگان دو طرفه دیده می‌شود. این تعییر رنگ در اثر احتقان وریدی در شیار زیرچشمی، به ویژه در بینی ایجاد می‌شوند. تغییر رنگ مشخصه زیرچشمی ناشی از آلرژی به دلیل پس زدنِ خون در شبکه وریدی است که غشاهای مخاطی حفره‌های بینی و اطراف بینی را خونرسانی می‌کند که خونشان عمدتاً از طریق شاخه‌های وریدهای اسفنوپالاتین که به سمت عقب به شبکهٔ وریدی پتریگوئید می‌روند، تخلیه می‌شود. این نشانه با آنکه یک یافته کلاسیک در کودکان مبتلا به التهاب مخاط بینی آلرژیک است، اگر آلرژی آنها با موفقیت درمان نشود، این تغییر رنگ خاص تا بزرگسالی باقی خواهد ماند. این پدیده نخستین بار در سال ۱۹۳۰ ثبت شد و این اصطلاح پزشکی در سال ۱۹۵۴ ابداع شد.